# Op, al den ting, som Gud har gjort
Op, al den ting, som Gud har gjort er en dansk salme, der er skrevet af Hans Adolph Brorson i 1734. Melodien stammer fra en tjekkisk sangbog og er skrevet i 1576. Salmen er oprindeligt på 15 strofer, men er i nogle salmebøger forkortet. 
Salmen er en hyldest til Guds skaberværk.
Den tyske tekst er "Mein erst Gefühl sei Preis und Dank".